# Bernard B. Brown
Bernard B. Brown (La Farge, 24 luglio 1898 – Glendale, 20 febbraio 1981) è stato un compositore statunitense e ingegnere del suono.
Vincitore insieme alla Samuel Goldwyn Studio Sound Department  dell'Oscar al miglior sonoro nel 1940 per il film Vigilia d'amore (When Tomorrow Comes), viene candidato altre 7 volte allo stesso premio e 3 volte all'Oscar ai migliori effetti speciali per gli effetti audio.

## Riconoscimenti
L'anno si riferisce all'anno della cerimonia di premiazione.
- 1939
  - Candidato Oscar al miglior sonoro insieme alla Universal Studio Sound Department per Quella certa età (That Certain Age)[1]
- 1940
  - Oscar al miglior sonoro insieme al Samuel Goldwyn Studio Sound Department per Vigilia d'amore (When Tomorrow Comes)[2]
- 1941
  - Candidato Oscar al miglior sonoro insieme alla Universal Studio Sound Department per Parata di primavera (Spring Parade)[3]
  - Candidato Oscar ai migliori effetti speciali insieme a Joseph Lapis e John P. Fulton per Hellzapoppin in Grecia (The Boys from Syracuse)[3]
  - Candidato Oscar ai migliori effetti speciali insieme a William Hedgecock e John P. Fulton per Il ritorno dell'uomo invisibile (The Invisible Man Returns)[3]
- 1942
  - Candidato Oscar al miglior sonoro insieme alla Universal Studio Sound Department per Appointment for Love[4]
- 1943
  - Candidato Oscar al miglior sonoro insieme alla Universal Studio Sound Department per Le mille e una notte (Arabian Nights)[5]
  - Candidato Oscar ai migliori effetti speciali insieme a John Fulton per Joe l'inafferrabile (Invisible Agent)[5]
- 1944
  - Candidato Oscar al miglior sonoro insieme alla Universal Studio Sound Department per Il fantasma dell'Opera (Phantom of the Opera)[6]
- 1945
  - Candidato Oscar al miglior sonoro insieme alla Universal Studio Sound Department per Le conseguenze di un bacio (His Butler's Sister)[7]
- 1946
  - Candidato Oscar al miglior sonoro insieme alla Universal Studio Sound Department per Due pantofole e una ragazza (Lady on a Train)[8]